# Кашафутдинова, Рима Ильфатовна
Ри́ма Ильфа́товна Кашафутди́нова (род. 24 июля 1995, Сатпаев, Карагандинская область) — казахстанская легкоатлетка, специалистка по бегу на короткие дистанции. Выступает за сборную Казахстана по лёгкой атлетике с 2011 года, чемпионка Азии, обладательница бронзовой медали Азиатских игр, многократная победительница первенств национального значения, действующая рекордсменка страны в эстафете 4 × 100 метров, участница летних Олимпийских игр в Рио-де-Жанейро. Мастер спорта международного класса Республики Казахстан.

## Биография
Рима Кашафутдинова родилась 24 июля 1995 года в городе Сатпаев, Казахстан. Занималась лёгкой атлетикой в местной Детско-юношеской спортивной школе у тренеров Татьяны Дударь и Владимира Коника, позднее проходила подготовку под руководством Александра Викторовича Дениско.
Впервые заявила о себе на международном уровне в сезоне 2011 года, когда вошла в состав казахстанской сборной и выступила на юношеском мировом первенстве в Лилле, где бежала 100 и 200 метров.
В 2012 году на юниорском азиатском первенстве в Коломбо стала четвёртой в беге на 100 метров.
В 2014 году на юниорском азиатском первенстве в Тайбэе была шестой и восьмой в дисциплинах 100 и 200 метров соответственно. Участвовала в Пляжных Азиатских играх в Пхукете, где заняла пятое место в индивидуальном беге на 60 метров и вместе с соотечественницами стала серебряной призёркой в эстафете 4 × 60 метров.
В 2016 году в дисциплине 60 метров стала седьмой на чемпионате Азии в помещении в Дохе, на дистанции 100 метров на Мемориале Косанова в Алма-Ате установила свой личный рекорд — 11,31, тогда как на чемпионате Казахстана в Алма-Ате установила ныне действующий рекорд Казахстана в эстафете 4 × 100 метров — 42,92. Благодаря череде удачных выступлений удостоилась права защищать честь страны на летних Олимпийских играх в Рио-де-Жанейро — стартовала в беге на 100 метров и в эстафете 4 × 100 метров, ни в одной из дисциплин не смогла преодолеть предварительный квалификационный этап.
Будучи студенткой, в 2017 году представляла Казахстан на Всемирной Универсиаде в Тайбэе — в финале эстафеты 4 × 100 метров их команда финишировала первой, но её результат аннулировали в связи с заступом на разделительную линию. Помимо этого, в той же дисциплине Кашафутдинова одержала победу на чемпионате Азии в Бхубанешваре, выступила на чемпионате мира в Лондоне.
В 2018 году стала пятой в дисциплине 60 метров на чемпионате Азии в помещении в Тегеране, стала бронзовой призёркой в эстафете 4 × 100 метров на Азиатских играх в Джакарте (стартовала здесь исключительно на предварительном квалификационном этапе).
На чемпионате Азии 2019 года в Дохе выиграла серебряную медаль в эстафете 4 × 100 метров. Также отметилась выступлением на эстафетном чемпионате мира в Иокогаме, на Универсиаде в Неаполе и на чемпионате мира в Дохе.
В 2023 году бежала 60 метров на домашнем чемпионате Азии в помещении в Астане.
За выдающиеся спортивные достижения удостоена почётного звания «Мастер спорта международного класса Республики Казахстан».